# Sainshand
Sainshand (en mongol Сайншанд) és una ciutat de Mongòlia, capital de la província de Dornogovi. està situada a l'est del desert de Gobi a la zona d'estepa semiàrida. Té una població de 25,210 (cens del 2000.
És una estació del ferrocarril transmongolià. Hi ha una base militar soviètica abandonada. En les proximitat de la ciutat es troba, restaurat, el monestir budista Khamariin Khiid (Khamar). A la ciutat hi ha un museu sobre el mestre del budisme tibetà Danzanravjaa.

## Clima
Sainshand té un clima continental extrem semiàrid que en la Classificació de Köppen queda com BWk. Els hiverns són molt freds, però no tant com en altres zones de Mongòlia (la temperatura mitjana de gener és de -18,1 °C) els estius són els més càlids del país (la mitjana de juliol és de 22,7 °C i de juny a agost les mitjanes superen els 20 °C). Les pluges són molt escasses (111 litres la pluviometria anual) amb el màxim a l'estiu. El màxim, respecte a Mongòlia, de temperatures a l'estiu s'explica pel fet que la ciutat es troba, relativament, a baixa altitud i baixa latitud a més de la gran insolació estival.